# 카냐다데고메스

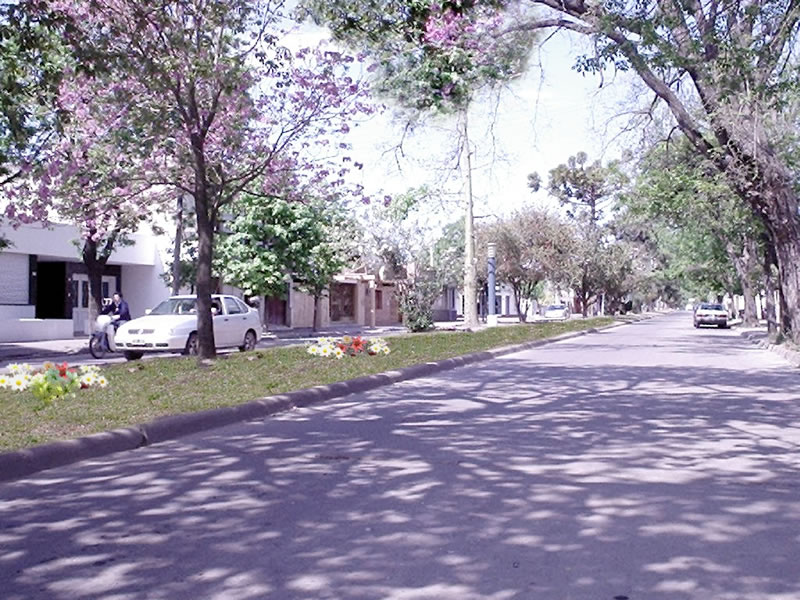
카냐다데고메스

카냐다데고메스(스페인어: Cañada de Gómez)는 아르헨티나 산타페주에 위치한 도시로 면적은 529km2, 인구는 29,740명이다.